# Midodryna
Midodryna (midodrin) – organiczny związek chemiczny stosowany jako lek z grupy sympatykomimetyków. Jest związkiem chiralnym, produkt farmaceutyczny jest mieszaniną racemiczną obu enancjomerów
Przekształcany w organizmie na drodze hydrolizy enzymatycznej do właściwej substancji czynnej – deglimidodryny, która z kolei pobudza receptory adrenergiczne α1. Działa wyłącznie na receptory obwodowe, nie ma wpływu na receptory β-adrenergiczne mięśnia sercowego. Jej działanie odpowiada zasadniczo działaniu innych leków alfa-sympatykomimetycznych. Po jej podaniu dochodzi do zwiększenia skurczowego i rozkurczowego ciśnienia krwi, jak również do odruchowej bradykardii. Wzrost ciśnienia jest skutkiem obkurczenia drobnych żył i tętniczek, czyli zwiększenia oporu obwodowego.
Ze względu na lokalizację receptorów α1-adrenergicznych, midodryna działa lokalnie, głównie w mięśniu sercowym i w nerkach oraz pęcherzu, gdzie zwiększa napięcie mięśniowe zwieracza pęcherza i tym samym opóźnia jego opróżnianie się.

## Wskazania
Midodryna podnosi ciśnienie krwi – zażywanie leku jest wskazane u osób, u których występuje hipotonia, czyli spadek ciśnienia tętniczego poniżej 100 mmHg ciśnienia skurczowego i 60 mmHg ciśnienia rozkurczowego i wskazana jest terapia farmakologiczna substancjami zwiększającymi ciśnienie, m.in. midodryną, lub hipotonia ortostatyczna – w tym przypadku niedociśnienie powstaje w wyniku zaburzeń regulacji ciśnienia przy gwałtownym wstawaniu lub długim staniu, a terapia jest wymagana, gdyż hipotonia ortostatyczna zwiększa 2 razy ryzyko zgonu po 70. roku życia oraz może przyczyniać się do osłabienia funkcji poznawczych. Oprócz zmiany diety zaleca się terapię farmakologiczną. Zaproponowano zastosowanie midodryny w leczeniu zespołu przewlekłego zmęczenia.

## Mechanizm działania
Mechanizm działania midodryny polega na stymulowaniu zakończeń nerwowych w naczyniach krwionośnych, powodując ich zawężenie. Rezultatem jest zwiększenie ciśnienia. Midodryna pobudza receptory alfa 1-adrenergiczne. Receptory te występują w dużej ilości w okolicy dna pęcherza, szyi pęcherza, cewki sterczowej i w mięśniówce stercza. Następstwem pobudzenia tych receptorów jest skurcz obecnych w wymienionych narządach mięśni gładkich. Zablokowanie receptorów prowadzi z kolei do zmniejszenia napięcia odpowiednich włókien mięśniowych odpowiedzialnych za wielkość „uścisku” cewkowego blokującego wypływ moczu z pęcherza.

## Przeciwwskazania
Midodryny nie należy stosować u osób z nadwrażliwością na tę substancję, z ciężkimi organicznymi schorzeniami serca i układu krwionośnego, nadciśnieniem, zaburzeniami rytmu serca, ostrym zapaleniem nerek lub niewydolnością, rozrostem gruczołu krokowego z zaleganiem moczu, mechanicznymi upośledzeniami oddawania moczu i zatrzymania moczu, guzem chromochłonnym nadnerczy, nadczynnością tarczycy, jaskrą z wąskim kątem przesączania oraz w czasie ciąży i karmienia piersią.

## Działania niepożądane
Często i w zależności od dawki jako działanie niepożądane może wystąpić nadciśnienie tętnicze w pozycji leżącej, parestezje lub świąd (głównie w obrębie głowy), uczucie zimna i jeżenie się włosów. Niezbyt często występuje bradykardia, tachykardia i kołatanie serca, nudności, niestrawność, zgaga, zapalenie błony śluzowej jamy ustnej bądź zatrzymanie moczu i zaburzenia jego oddawania oraz bóle głowy, niepokój, pobudliwość i rozdrażnienie. Do rzadko występujących objawów niepożądanych należy zaburzenie rytmu pochodzenia komorowego.

## Dawkowanie
Zazwyczaj stosuje się chlorowodorek midodryny w tabletkach po 2,5 do 5 mg dwa razy na dobę (u przeciętnego dorosłego), ale istnieje możliwość podawania mniejszych dawek. Dawkowanie ustalone przez lekarza.

## Preparaty
- Gutron